# Disphyma papillatum
Disphyma papillatum là một loài thực vật có hoa trong họ Phiên hạnh. Loài này được Chinnock mô tả khoa học đầu tiên năm 1971.